# Beleznay Sámuel
Beleznai és pilisi gróf Beleznay Sámuel (Pilis, 1763. október 20. – Pilis, 1818. július 5.) Pest megye táblabírája, könyvgyűjtő, földbirtokos.

## Élete
A nemesi származású beleznai és pilisi Beleznay család sarja. Apja, pilisi Beleznay Mihály (1728–1789), alezredes, anyja, báji Patay Erzsébet volt. Anyai nagyszülei báji Patay Sámuel (1709–1788) és szuhafői Szuhay Erzsébet voltak. Fiatalon a katonai pályán kezdett szolgálni, később pilisi birtokain gazdálkodott. 1800. október 30-án magyarországi báró lett, 1805. október 25-én pedig grófi rangra emeltetett, utódaival együtt. A leírások szerint a gróf zsarnoki természetű volt, és ezt fia, az ifjabbik Sámuel is örökölni látszott. Az ifjabb Sámuel apja engedélye nélkül ment el vadászni 1818. július 5-én, amiért apja deresre húzatta és megbotoztatta, ekkor azonban a fiú minden teketóriázás nélkül puskát ragadott és fejbe lőtte apját. Ezért aztán a fiút 1819. június 21-én lefejezték.
Egyik leszármazottja volt az a gróf Beleznay, aki kortársai vélekedése szerint "telkekkel spekulált", s akiről Rózsahegyi Kálmán színész az alábbiakat jegyezte fel az Amerika és én című visszaemlékezésében, az amerikai Milwaukeeban 1926-ban történt találkozásukat követően: "Igen jómódú, nagyszerű kereskedő, akiben megmaradt a magyar arisztokrata előkelőség".

### Családja
Feleségül vette Barsy Zsuzsannát (?–1849), aki 10 gyermeket szült neki:
- Mihály (1793–1793)
- Zsuzsanna (1795–1845), férje: fáji Fáy Péter (1779–1847)
- Erzsébet (1797–1863), férje: Kostyán Sándor
- Sámuel (1798–1819)
- János (1800–1842), neje: Fritz Antónia (?–1858)
- Ferenc (1802–1802)
- Károly (1804–1846), neje: kesselőkeői Majthényi Emília (1813–1875)
- Julianna (1811–?), férje: kóji Komáromy György (?–1836)
- Ferenc (1812–1867), neje: Matkovich Apollónia (?–1891)
- Klára (1814–1877), férje: Georg von Lasberg gróf (1806–1870)

## Munkái
Carmen auctore S. l. b. de Beleznay compositum cum anno 1805. XI. kal. maii apud suam majestatem sacratiss. Vindobonae servitium camerarii pietate clientelari auspicaretur additum et carmen idiomate patrio. Pesthini, 1805.